# COPI

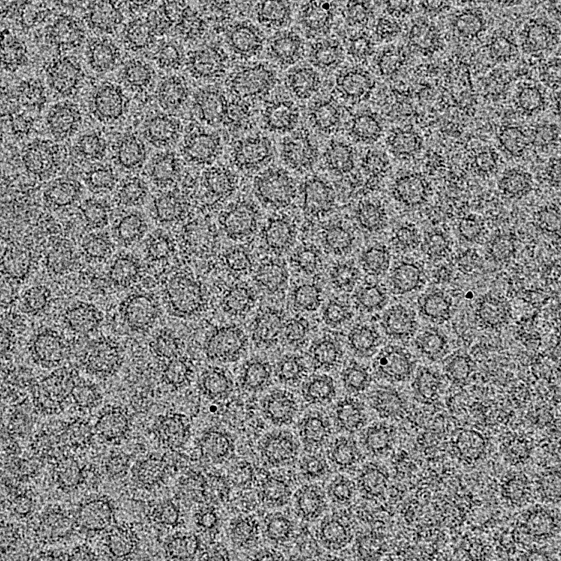
صورة مجهرية الكترونية للحويصلات المغطاة بالبروتين COPI. متوسط قطر الحويصلة عند مستوى الغشاء هو 60 نانومتر.

كوب 1(COPI) هو بروتين معقد يغطي الحويصلات التي تنقل البروتين من النهاية الطرفية لجهاز غولجي باتجاه الشبكة الاندوبلازمية الخشنة، حيث مكان نشأته بالأساس وبين أجزاء غولجي. هذا النوع من النقل يسمى النقل العكسي. بينما النقل المقابل له يسمى النقل الأمامي المرتبط ببروتين «COPII» اسم «بروتين الغطاء المعقد الثانوي» يشير إلى الغطاء المتخصص للبروتين المعقد الذي بدأ عملية النشوء على النهاية الطرفية لجهاز غولجي المتجهة للشبكة الإندوبلازمية الخشنة. حيث يتكون الغطاء من وحدة بروتينية كبيرة مصنوعة من سبعة وحدات بروتينية صغيرة مختلفة.

## الغطاء البروتيني
الغطاء البروتيني أو "COPI" هو "(ADP ribosylation factor (ARF" أي بروتين محول معتمد يدخل ضمن عمليات نقل الغشاء. الغطاء البروتيني أولاً مخصص في النقل العكسي من النهاية الطرفية لجهاز غولجي باتجاه الشبكة الإندوبلازمية الخشنة. حيث أن دراسة البروتين المعتمد "ARF" تعتمد على نطاق واسع على المحولات.الغطاء البروتيني "COPI" يتكون من سبعة من وحدات البروتين الرباعية التي تتكون من خمس وحدات بروتين صغيرة حيث تتجمع هذه الوحدات الفرعية معا لتشكيل قناة تتكون من سلسلتين ألفا وسلسلة بيتا، وسلسلة جاما وأخرى دلتا. الوظيفة الرئيسية للمحولات هي انتقاء حمولة البروتينات من أجل دمجها مع النواقل الناشئة. في حالة المحول "COPI" الحمولة تحتوي على حافز "KKXX" يتفاعل مع "COPI" لإنشاء نواقل تنقل من جهاز غولجي إلى الشبكة الإندوبلازمية الخشنة، وتشير وجهات النظر الحالية إلى أن البروتين المحول المعتمد (ARF) يتشارك أيضا في انتقاء الحمولة ودمجها مع الناقلات.

## عملية التبرعم
(ARF): هو نوع من الإنزيمات المحللة التّي ترتبط وتحلّل غوانوسين ثلاثي الفوسفات (GTP) ويدخل في عمليات الغشاء الخلوي، هناك 6 أنواع من (ARF) الخاصة بالثّدييات ويتم تنظيمها بواسطة 30 نوع من (Guanine nucleotide exchange factor) و (GAP)، تحدث عملية تعديل له تسمى (PTM ) التي تكون في العادة تعديل بواسطة إنزيمات أخرى اثناء أو بعد تكوّين البروتين على الطرف الذي يحتوي مجموعة الآمين وذلك بربطها تشاركيا بمجموعة ملحية من احماض دهنيه مشبعة.
يدور (ARF) بين نموذجين من التوزيع الفراغي للذرات، الأول: نموذج (GDP-bound) حيث تكون المجموعة الملحية من الاحماض الدهنية والنهاية الطرفية المحتوية على NH2 مرتبطتين بالغشاء.
الثاني: نموذج (GTP)، التغير بين هذين النموذجين يتم بواسطة (Guanine nucleotide exchange factor) و (GAP).
على الغشاء، (ARF-GTP) يتحلل إلى (ARF-GDP) بواسطة (GAPs)، وبتحول مرة أخرى إلى (ARF-GTP) بواسطة (Guanine nucleotide exchange factor).
1. البروتينات التجويفية: هي البروتينات الموجودة في تجويف الجولجي والتي يتم نقلها إلى تجويف الشبكة الإندوبلازمية لأنها تحتوي على  إشارة البيبتيدKDEL.[9] الذي يحفز إرجاعها إلى الشبكة الإندوبلازمية. هذه الإشارة يتم التعرف عليها من قبل مستقبلات KDEL  الموجودة على الغشاء المحيط. وتسمى في الخميرة Erd2p و في الثدييات KDELR. يرتبط هذا المستقبل مع ARF-GEF (فئة من عوامل استبدال النيوكليوتيدات جوانين). ثم تقوم هذه البروتينات بدورها بالربط مع ARF، هذا التفاعل يجعل ARF  يقوم بتحويل GDP إلى  GTP. مرة واحدة من هذا التحويل يجعل ARF يرتبط مع الجانب الخلوي من غشاء الجولجي (cis-golgi).
2. البروتينات الغشائية: البروتينات عبر الغشاء الموجودة في الشبكة الاندوبلازمية تحتوي على إشارات للتصنيف والفرز في ذيولها الخلوية والتي توجه البروتين للخروج من الجولجي والعودة إلى الشبكة الإندوبلازمية. هذه الإشارات والحوافز تحتوي عادة على تسلسل الأحماض الأمينية KKXX، التي تتفاعل مع  بروتين COPI.[9] التصنيف الذي يُكيف ارتباط البروتينات مع  ما مراد نقله أو يُكيف ارتباطهم مع ARFs ما زال غير واضحاً. ومع ذلك، من أجل تشكيل ناقل ناضج لنقل الغشاء البروتيني (coat protein) نحتاج إلى المواد المراد نقلها، والمُكيف (المهيأ)، و ARF.

يحدث تشوه الغشاء والتبرعم الناقل بعد مجموعة من التفاعلات المذكورة أعلاه. الناقل ثم براعم الخروج من غشاء المانح، في حالة COPI هذا الغشاء هو الجولجي
(cis-golgi)، ويتحرك الناقل إلى الشبكة الإندوبلازمية حيث يمتزج مع الغشاء المستقبل ويتم طرد ما بداخله